# José Ignacio Sáez Ruiz
|  | No s'ha de confondre amb Iñaki Sáenz. |

José Ignacio Sáez Ruiz, més conegut com a Iñaki Sáez, (Bilbao, Biscaia, 23 d'abril de 1943), és un exfutbolista i entrenador de futbol basc. Com a futbolista va ser internacional amb la selecció espanyola.
Actualment és l'assessor tècnic de l'Athletic Club. Durant la seva carrera com a tècnic ha estat seleccionador d'Espanya, tant de les categories inferiors com de la selecció absoluta.

## Trajectòria com a futbolista
Iñaki Sáez va començar la seva trajectòria com a futbolista a la Unión Sport de San Vicente, des d'on va passar al Barakaldo. El 1962 fitxà per l'Athletic Club, on hi fou un destacat defensa; jugaria amb els lleons d'San Mamés fins a l'any 1974, amb un total de dos-cents seixanta-dos partits de lliga, i set gols marcats en aquest temps. Amb l'Athletic va guanyar dues copes del Generalísimo en les temporades 1968-69 i 1973-74. El 1968 va jugar l'Eurocopa amb la selecció espanyola.

## Trajectòria com a entrenador
Va estar lligat la major part de la seva primera època a l'Athletic Club, tot i que la major part de les vegades va actuar com a entrenador de les categories inferiors, o com a tècnic de la casa per substituir els entrenadors del primer equip quan eren cessats.
Els seus majors èxits van arribar amb selecció espanyola sub-21, amb la qual va guanyar diversos títols, la qual cosa el va portar a dirigir al primer equip de la selecció nacional durant dos anys, per posteriorment tornar a la categoria Sub-21.
El 2008 va anunciar la seva retirada de les banquetes, essent substituït en el càrrec de seleccionador Sub-21 per Juan Ramón López Caro.

## Palmarès
- Copa del Rei (2): 1969, 1973.
- 1 Copa del Món sub-20 amb la selecció espanyola (1999).
- 1 Eurocopa sub-21 amb la selecció espanyola (1998).
- 1 Eurocopa sub-19 amb la selecció espanyola (2002).
- 1 Medalla de Plata amb la selecció espanyola en els Jocs Olímpics de Sidney 2000.
- 3r Eurocopa sub-21 (2000)
- 3r Eurocopa sub-18 (1997)